# Дмитренко Тетяна Володимирівна
Тетяна Володимирівна Дмитренко (нар. 15 березня 1962, село Кам'януватка, тепер Братського району Миколаївської області) — українська радянська діячка, ізолювальниця Миколаївського заводу імені 61 Комунара. Депутат Верховної Ради УРСР 11-го скликання.

## Біографія
Народилася в родині колгоспників. Освіта середня: у 1980 році закінчила Миколаївське міське професійно-технічне училище № 2.
У 1980—1981 роках — суднова ізолювальниця Миколаївського спеціалізованого управління № 43 тресту «Термоізоляція» Миколаївської області.
З 1981 року — суднова ізолювальниця Миколаївського заводу імені 61 Комунара Миколаївської області. Ударник комуністичної праці.
Потім — на пенсії в місті Миколаїв Миколаївської області.

## Нагороди
- медалі
- знак ЦК ВЛКСМ «Молодий гвардієць п'ятирічки»